# 左力
左力（1967年7月—），女，汉族，吉林蛟河人，中华人民共和国政治人物。北京大学法学学士、中国社会科学院法学硕士。1988年12月加入中国共产党，1989年8月参加工作。曾任中华人民共和国司法部副部长、党组成员，现任中共河北省委常委。

## 生平
大学毕业后进入国务院法制局工作，曾任农林城建法规司干部、副处长，国务院法制办公室农业资源环保法制司处长、副司长，农林城建资源环保法制司司长，秘书行政司（研究司、人事司）司长，机关党委副书记。2018年，任中央依法治国办秘书局局长。
2021年，升任中华人民共和国司法部副部长、党组成员。2022年8月25日，她当选为第五届中华全国人民调解员协会会长。
2024年2月，任中共河北省委委员、常委、统战部部长。